# 和泉覚
和泉 覚（和泉 覺、いずみ さとる、1912年〈明治44年〉5月18日 - 2005年〈平成17年〉5月7日）は、日本の宗教家、政治家。創価学会理事長（第4代）、参議院議員（1期）。
職業軍人として、1942年（昭和17年）暮れ、最前線のニューギニアに出兵。九死に一生を得て、1946年（昭和21年）6月復員。戦後、戸田城聖の下で、柏原ヤスらと共に、創価学会の再建に奔走。同会筆頭理事及び理事、小岩支部長、江東総支部長などを経て、日蓮正宗法華講大講頭となる。

## 経歴
- 1912年（明治44年）、宗吾、ちかの長男として、静岡県下田市に生まれる。代々、禅宗の檀家総代をしてきた家に生まれるが、祖父の代から家が没落。生後3年目に、母と死別。父は出奔、莫大な借金だけが残る。
- 1940年（昭和15年）7月27日、牧口常三郎に出会い、創価教育学会に入会。入会当時は、長男を生後4日目で亡くし、脳性小児麻痺の長女を抱え、懊悩する日々であった。[2]
- 1942年（昭和17年）、東京外事専門学校（現・東京外国語大学）ロシア語専修科卒業(30歳)。1946年6月21日復員後、1946年11月、日本婦人新聞社に経理部長で入社後、専務を、その後、日刊工業新聞社総務局次長、大蔵商事代表取締役を歴任。

### 戦前の創価教育学会で
1940年（昭和15年）、妻の和泉ミヨとともに東京・九段下の軍人会館で行われた創価教育学会第2回総会に出席、入会する。この総会では、後に和泉の前任者となる原島宏治や、学会理事長を経て東京都議会公明党の重鎮となる小泉隆ら、戦後の戸田城聖体制の下で創価学会を担う最高幹部が多数入会し、和泉もその一人となった。1943年7月、創価教育学会会長牧口常三郎の秘書役となっていたミヨが牧口とともに下田の実家に帰り、親戚らとともに座談会を開こうとしたところ、東京から尾行してきた警視庁特別高等部の係官が牧口を不敬罪と治安維持法違反の疑いで逮捕する。しかし、ミヨは難を逃れる。この時のみならずミヨが生涯にわたって付け続けた日記は、和泉がミヨの死後も大切に保存し、創価教育学会の歴史を紐解く上で貴重な資料となった。

### 戸田城聖とともに
牧口とともに逮捕され、終戦直前に出所した理事長戸田城聖が創価教育学会を再興して「創価学会」とすると、和泉も戸田の元に馳せ参じた。戸田が戦前から営んでいた出版社「日本正学館」、東京建設信用組合、大蔵商事と戸田に付いて働き、大蔵商事では代表取締役社長としてオーナーの戸田を支える一方で、ミヨとともに創価学会の最高幹部として活躍する。
1949年（昭和24年）1月3日、後に創価学会会長、名誉会長となる池田大作が日本正学館に入社し、和泉は池田の上司となった。創価学会では初代小岩支部長として東京都東部を中心に折伏を展開、折伏大行進初期の学会を引っ張った。1951年の戸田の会長就任にあたっては理事長の小泉隆に次ぐ「筆頭理事」に、1952年、江東総支部長(小岩、本郷、向島、城東を傘下)に就く。1954年（昭和29年）の総会で一度退くものの、1958年（昭和33年）、戸田の死を受けて創価学会理事に再任された。

### 参議院議員を一期
1962年（昭和37年）7月1日に投票が行われた第6回参議院議員通常選挙に、東京都選挙区から公明政治連盟公認で立候補し、当選する。
1964年（昭和39年）11月17日、公明政治連盟が公明党になると、その結党に参加。12月9日、初代公明党中央執行委員長原島宏治の急死に伴い、原島が兼務していた創価学会理事長（第4代）に就任。公明党中央執行委員長には辻武寿が就いた。
1965年（昭和40年）7月の第7回参議院議員通常選挙では、公明党は11議席を獲得し委員長ポストを1つ得た。党の要職に就いていなかった和泉が参議院法務委員長に就任し、公明党初の国会委員長となった。
1967年（昭和42年）1月の第31回衆議院議員総選挙で公明党が25議席を獲得すると、党中央執行委員会委員長となった竹入義勝の下で副委員長を務める。しかし、翌1968年の第8回参議院議員通常選挙には立候補せず、創価学会理事長の職務に専念した。

### 宗教紛争解決に尽力

#### 創価学会本部襲撃事件
1972年頃から、大石寺の正本堂の建立を巡って国立戒壇に対する考え方の違いをめぐって教義対立していた創価学会と妙信講（現在の冨士大石寺顕正会）の間で、和泉覚は創価学会理事長として、多忙を極める池田大作（会長）に代わり創価学会側の最前線に立っていた。1974年（昭和49年）8月12日に妙信講（現在の冨士大石寺顕正会）は日蓮正宗から講中解散処分を受けた。1974年（昭和49年）10月4日に妙信講（現在の冨士大石寺顕正会）信者約70名が東京都新宿区信濃町にある創価学会本部（創価文化会館）に街宣車で突入し、会館警備を担当していた創価学会の牙城会との乱闘騒ぎになった。創価学会側は警察の機動隊に出動要請して、妙信講（現在の冨士大石寺顕正会）12名が創価学会敷地内に対する不法侵入の容疑で逮捕された。創価学会の和泉理事長は緊急声明を出し、その中で妙信講（現在の富士大石寺顕正会）を「信仰人にあるまじき行為を働いた狂信的過激派」と非難する。その後、1974年10月29日に和泉覚は創価学会理事長を辞任し、後任の理事長に北条浩が就任する。一方、妙信講理事長の浅井昭衛（現在は冨士大石寺顕正会会長）は父親で当時、妙信講講頭だった浅井甚兵衛や事件に関わった妙信講の青年部員らとともに、1974年11月4日付けで日蓮正宗から信徒除名処分となり、日蓮正宗と完全に袂を分かった。

#### 第一次宗門問題
1977年（昭和52年）に勃発した宗門との教義をめぐる対立(同年1月の教学部大会における池田会長の本音発言に端を発する「52年路線問題」)では、和泉は指導部長として再び池田に代わって学会側の最前線に立ち、翌1978年（昭和53年）6月の創立48周年記念登山代表幹部会（「おわび登山」）の実現に大きな役割を果たした。

### 晩年
1981年11月の秋の叙勲で勲七等から勲三等に叙され、旭日中綬章を受章する。
その後は北条会長時代に創価学会参議、北条の死後第5代会長となった秋谷栄之助の下では最高指導会議議長を務め、2005年（平成17年）5月7日、老衰のため東京都内の自宅で死去した。92歳没。

## 人物
- 公明党初の参議院法務委員長を務めた。以来、2022年（令和4年）現在まで、参議院法務委員長は公明党議員が就任している。
- 趣味は剣道（段位は4段）、囲碁。
- 池田大作の小説『人間革命』の登場人物・泉田弘（いずみだ・ひろし）のモデルであるとも言われている。[5]

## 役職歴
- 民主音楽協会代表理事
- 公明党
  - 中央執行委員会副委員長
- 参議院
  - 法務委員長